# Mario Ageno
Mario Ageno fue un físico e investigador italiano, considerado el fundador de la biofísica en dicho país.

## Primeros años
Nació en Livorno en el seno de una familia genovesa.
Estudió física en la Universidad de Génova durante dos años, destacando por su talento, por lo que uno de sus profesores le sugirió ir a Roma. En 1934, Ageno llegó al Instituto de Física de la  Universidad de Roma La Sapienza, dirigida por Orso Mario Corbino. Ese año comenzó su colaboración con el grupo de jóvenes físicos italianos (los "chicos de Via Panisperna"), dirigido por Enrico Fermi, en temas relacionados con la física nuclear.
En 1936, con solo 21 años, se graduó con honores en Física, con una tesis sobre neutrones lentos. Su supervisor fue Enrico Fermi, quien en septiembre de ese mismo año lo llamó para ocupar un puesto de asistente.
Durante este período Mario Ageno fue colaborador de Edoardo Amaldi, centrando su atención en la física nuclear y los rayos cósmicos.
Tras el comienzo de la Segunda Guerra Mundial se alistó para combatir en Libia, en la región de Cirenaica, con el rango de subteniente de artillería. Sin embargo, enfermó y comenzó un período de invalidez, pasando por clínicas y hospitales.

## El Instituto Superior de Salud
En 1946 tradujo ¿Qué es la vida? de Erwin Schrödinger, obra fundamental para las nuevas orientaciones de la biología y la biofísica contemporáneas. Debido a su enfermedad se vio forzado a renunciar a la cátedra de Física Superior, que había ganado en 1949 en Cagliari.
Teniendo que permanecer en Roma por razones terapéuticas, aceptó de nuevo en 1949, un puesto como asistente bajo la dirección de Giulio Trabacchi en el departamento de Física del Istituto Superior de Sanidad, que tenía uno de los pocos microscopios electrónicos en ese entonces en Italia. Ageno trabajó allí durante veinte años, obteniendo el nombramiento como director del departamento de Física en 1959.
Dedicó la mayor parte de su energía y tiempo a la reestructuración de los Laboratorios de Física del Instituto, dotándolos de recursos y personal de renombre para la época. Fundó departamentos y servicios en los laboratorios, impulsando el desarrollo de grupos de investigación en diversos temas, desde la física de partículas hasta la física nuclear, desde la estructura de la materia hasta la biofísica. Con la colaboración de Franco Graziosi, orientó las actividades del departamento hacia la biofísica y la biología molecular, convirtiéndose en el fundador de la biofísica en Italia.

## Docencia e investigación en Pavía y Roma
Ageno impartió clases en la Universidad de Pavía gracias a la colaboración con Adriano Buzzati-Traverso y en la Universidad de Roma La Sapienza, donde obtuvo, de 1973 a 1985, la primera cátedra de Biofísica en Italia. Muy apreciado tanto por su capacidad docente como por su versatilidad en el ámbito científico, se convirtió en miembro del consejo científico del Laboratorio Internacional de Genética y Biofísica.
Ageno realizó su investigación centrándose en modelos físicos y matemáticos, orientados al crecimiento bacteriano y al estudio de la relación entre la física y la biología.

## Últimos años
Ageno se júbilo en 1985, pero continuó sus investigaciones en su laboratorio.
Murió en un hospital de Roma en la mañana del 23 de diciembre de 1992,  tras haber sido ingresado tras sufrir un infarto agudo de miocardio a raíz de una enfermedad que sufría mientras estaba en el laboratorio. Sus documentos se conservan en el Departamento de Física de la Universidad de Roma La Sapienza. Hay una calle que tiene su nombre en Roma.

## Aportes y filosofía de la ciencia
Mario Ageno es considerado un "filósofo de la ciencia". Sus contribuciones abarcan desde el ámbito científico, donde investigó las propiedades de las bacterias y el origen de la vida; pasando por el ámbito metodológico, donde trabajó para esclarecer la naturaleza y el papel de la biofísica y hasta el ámbito didáctico, donde tuvo una contribución decisiva a la fundación de la escuela italiana de biofísica.
En sus estudios metodológicos tuvo que afrontar problemas propios de la filosofía de la ciencia relativos a la estructura lógica de las teorías científicas, el papel de la verificación experimental, la descripción matemática de la realidad y la diferencia entre biología y física.

## Verificación experimental y validez de las teorías científicas
En la obra Biofísica dedicada a los aspectos metodológicos de la biofísica, diría:

La ciencia es un discurso, un complejo de afirmaciones unidas entre sí por relaciones de diversos tipos [...] que
Forman una red cuyas mallas se vuelven cada vez más densas y resistentes a medida que avanza la ciencia.

Sin embargo, confiado en el progreso científico, nunca se mostró dispuesto en cuanto a lograr la validez universal de los modelos científicos. De hecho, atribuyó un nuevo papel a la verificación experimental. Se opuso tanto al neopositivismo, según el cual el objetivo de la verificación experimental es la confirmación de la teoría, como al falsacionismo, según el cual el objetivo de la verificación experimental es la falsación de la teoría. Ageno afirmó que la tarea de la verificación experimental es establecer y delinear los límites del campo de validez de una teoría.

## El uso de modelos matemáticos
Ageno realizó un análisis minucioso de cómo los científicos utilizan las matemáticas para describir la realidad. En las teorías científicas —escribe— encontramos tres tipos diferentes de «sistemas».

Los sistemas concretos, «reales» (en el sentido de la realidad del hombre de la calle), que atraen la atención del científico, los sistemas idealizados que este coloca como base de sus teorías y los sistemas esquematizados que realmente utiliza para poder proceder con facilidad en los desarrollos deductivos posteriores.

La tarea del científico, sigue Ageno, es verificar que la sustitución del sistema ideal por el esquemático no introduzca alteraciones significativas en el contexto del problema que se pretende resolver. Este aspecto suele pasarse por alto, lo que conduce a:

«Escasa correspondencia entre la realidad concreta de los hechos empíricos y las representaciones matemáticas, laboriosamente y un tanto torpemente esquematizadas, que logramos dar de ellos.

Esta pobre correspondencia entre la realidad y su descripción matemática puede ilustrarse con algunos ejemplos como las funciones matemáticas utilizadas para representar cantidades físicas. Los modelos matemáticos a veces pueden dar lugar a abstracciones que no tienen aplicabilidad en el campo físico-operacional. Otro ejemplo de la discrepancia entre las matemáticas y la realidad física puede encontrarse, según Ageno, en la sustitución de las frecuencias realmente observadas en el sistema estudiado por las probabilidades equivalentes. En este caso, el científico reemplaza implícitamente un único sistema físico por una familia abstracta, potencialmente infinita, de sistemas físicos análogos. Si el científico no mantiene constantemente presente esta sustitución, se arriesga a encontrarse con una situación de gran confusión, por ejemplo, al atribuir una probabilidad a eventos individuales.

## Biofísica
Según su perspectiva, la biofísica es una disciplina que forma parte de la física y que ocupa una posición intermedia entre la biología y otras disciplinas físicas. La biofísica —afirma Ageno— se ha desarrollado en torno a dos cuestiones: la posibilidad de describir un organismo vivo aproximándolo a un modelo físico; la necesidad de comprender cómo y bajo qué condiciones puede desarrollarse la vida en un entorno inicialmente estéril. Ageno opuso dos interpretaciones generalizadas de la biofísica, que denominó interpretación técnico-instrumental y interpretación estructural. Según la interpretación correcta —afirma Ageno—, la biofísica es la parte de la física que estudia la «física de los sistemas vivos». Durante su colaboración con el equipo editorial de la Enciclopedia de Ciencias Físicas publicada por Treccani, formuló la siguiente definición:

Biofísica: rama de la física que se ocupa del estudio de los organismos vivos como sistemas físicos complejos, con un enfoque conceptual que permite resaltar la conexión lógica entre el mundo biológico y los principios generales y fundamentales de la física.

## Premios
Mario Ageno siempre apoyó el papel de la SIF (Sociedad Italiana de Física) y animó a sus colaboradores jóvenes a participar en los Congresos aportando sus contribuciones de investigación; fue vicepresidente de la SIF, fue invitado a presentar la Relación General «Entre física y biología» en el LXXIII Congreso Nacional de Nápoles en 1987 y recibió el Premio de Enseñanza en el LXXVII Congreso Nacional de L'Aquila en 1991.
Escribió aproximadamente trescientos trabajos científicos y numerosos libros de divulgación y debido a la importancia de su investigación fue nombrado miembro de la Academia Nacional de los Linces en 1989 y se le concedió el título "honoris causa" en Biología de la Universidad de L'Aquila en 1990.
En el marco de la Semana Internacional de Biofísica que organiza anualmente la American Biophysical Society, la Sociedad Italiana de Biofísica Pura y Aplicada (SIBPA) se organizó en 2022 un webinar titulado "Relaciones entre Física y Biología: la figura de Mario Ageno" a cargo de la Prof. Clara Frontali, su alumna y colaboradora en la ISS.

## Obras
- Los orígenes de la irreversibilidad, Bollati Boringhieri, Turín, 1992.
- La máquina bacteriana, Lombardo Editore, Roma, 1992.
- Métodos y problemas de biofísica, Theoria, Roma, 1992.
- Puntos cardinales: del mundo de la física al mundo de la vida, Sperling & Kupfer , Milán, 1992.
- De lo no vivo a lo vivo: una nueva hipótesis sobre el origen de la vida, Theoria, Roma, 1991.
- Las raíces de la biología, Feltrinelli, Milán, 1986.
- Lecciones de biofísica, 3 volúmenes, Zanichelli, Bolonia, 1980.
- Programas de Biofísica, Bollati Boringhieri, Turín, 1979.
- La aparición de la vida en la Tierra y en otras partes, Loescher, Turín, 1978.
- Elementos de Física, Bollati Boringhieri, Turín, 1976
- La construcción operacional de la física, Boringhieri, Turín, 1970.
- Introducción a la Biofísica, Ediciones Científicas y Técnicas Mondadori, Milán, 1975.
- Puntos de contacto entre la Física y la Biología, Curso de conferencias celebrado en el “Centro Interdisciplinario Linceano de Ciencias Matemáticas, Físicas y Naturales” (mayo de 1972), Academia Nacional de los Linces, Roma, 1972.
- Los orígenes de la vida en la Tierra, Zanichelli, Bolonia, 1971.
- Líneas de Investigación en Física Biológica, Academia Nacional de los Lincei, Roma, 1967.
- La radiación y sus efectos, Bollati Boringhieri, Turín, 1962.
- Erwin Schrödinger: ¿Qué es la vida? La célula viva desde un punto de vista físico, 5.ª edición, Adelphe, Milán, 1995 - Traducción de la primera edición de Mario Ageno, obra póstuma. ISBN 9788845911248